# Гутах-ім-Брайсгау
Гутах-ім-Брайсгау (нім. Gutach im Breisgau) — громада в Німеччині, знаходиться в землі Баден-Вюртемберг. Підпорядковується адміністративному округу Фрайбург. Входить до складу району Еммендінген.
Площа — 24,77 км2. Населення становить 4588 ос. (станом на 31 грудня 2020).